# Fernando Rech
Fernando Rech (nacido el 13 de marzo de 1974) es un exfutbolista brasileño que se desempeñaba como delantero.
Jugó para clubes como el Juventude, Palmeiras, Yokohama Flügels, Internacional y Adelaide United.

## Trayectoria

### Clubes
| Club                 | País      | Año         |
| -------------------- | --------- | ----------- |
| Juventude            | Brasil    | 1994        |
| Olaria               | Brasil    | 1995        |
| Guarani              | Brasil    | 1995        |
| Juventude            | Brasil    | 1996        |
| Palmeiras            | Brasil    | 1997        |
| Yokohama Flügels     | Japón     | 1997        |
| Internacional        | Brasil    | 1998        |
| Juventude            | Brasil    | 1999        |
| Brisbane Strikers FC | Australia | 2000 - 2003 |
| Parramatta Power SC  | Australia | 2003 - 2004 |
| Bento Gonçalves      | Brasil    | 2004 - 2005 |
| Adelaide United      | Australia | 2005 - 2007 |